# Vacutainer

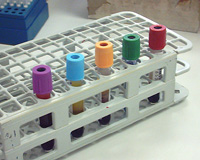
Alguns tubs de Vacutainer que contenen sang.

 Vacutainer  ™ és una marca comercial de Becton, Dickinson and company per a un tub d'assaig específicament dissenyat per a la venipunció. Va ser desenvolupat en 1947 per Joseph Kleiner,.
El sistema consisteix a extreure sang intravenosa al buit i específicament de la regió cubital del braç.
Es tracta d'un tub de vidre al buit amb un tap de plàstic tou, que permet que el travessi una agulla mitjançant una lleu pressió.
Existeixen diversos tipus de Vacutainer que es diferencien pel color del seu tap. Cada color de tap indica l'additiu, o absència d'aquest, contingut en el tub. Per exemple, els tubs de tap color lila o violeta contenen EDTA, els de tap cel contenen citrat, etc.
L'avantatge del vacutainer és que la persona que pren la mostra no entra en contacte amb l'agulla, evitant així el risc de contagi.

## Continguts dels tubs

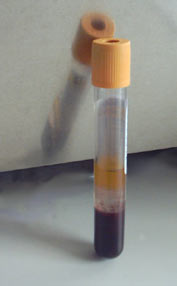
Un tub SST vacutainer gran.

Els tubs poden contenir substàncies agregades per preservar el processat al laboratori clínic. Utilitza el tub equivocat pot provocar reaccions adverses en la mostra de sang que no puguin ser utilitzada després per al seu processament.
Les substàncies poden ser anticoagulants (EDTA, citrat de sodi, heparina) o un gel amb densitats intermèdies entre les cèl·lules sanguínies i el plasma sanguini. A més alguns tubs contenen substàncies que preserven certs químics o substàncies dins de la sang, com ara la glucosa. Quan un tub es centrifuga, les cèl·lules sanguínies es dipositen en el fons del tub, i queden cobertes per una capa de gel, i el plasma sanguini queda a la capa superior. El gel permet que el tub es pugui invertir per al transport sense córrer el risc que les cèl·lules es tornin a barrejar amb el plasma. Quan un tub que no ha estat tractat amb un agent coagulant se centrifuga, el líquid clar és plasma i conté plaquetes.
El significat de cada color està estandarditzat per als diferents fabricants.
El  orded d'extracció  es refereix a la seqüència en què cada tub ha de ser utilitzat. L'agulla que perfora els tubs poden portar al següent tub seus additius característics, per això la seqüència també està estandarditzada i així s'aconsegueix evitar que qualsevol tipus de contaminació creuada no afecti els resultats del laboratori.

### Contenidors amb coagulants
- Tap groc o 'tigrat' vermell/negre: Amb agents coagulants i gel per separar el sèrum.
- Tap vermell, tubs PLÀSTICS: Contenen agents coagulants i s'utilitza quan cal sèrum.
- Tap taronja o gris/groc 'tigrat': Conté trombina, un coagulant ràpid que és utilitzat per a anàlisis d'urgència en el sèrum.

### Contenidors amb anticoagulants
- Verd - Conté heparina sòdica o liti heparina usada per anàlisi en plasma.
- Verd clar o verd/gris 'tigrat': Per determinacions químiques en plasma.
- Violeta o espígol - conté EDTA (la sal de potassi, o K  2  EDTA). Aquest és un anticoagulant potent pel que aquests tubs s'utilitzen per al respecte sanguini complet i el frotis. Els tubs amb taps de color lavanda s'utilitzen quan es necessita sang sencera. Pot també utilitzar-se per procediments dels bancs de sang com a tipus sanguini i seguretat. Per altres procediments dels bancs de sang, com per exemple per a estudis de compatibilitat sanguínia, s'han d'utilitzar els tubs amb tap rosa.
- Gris - Aquests contenen fluorur i oxalat. El fluorur evita que els enzims en sang treballin, i així un substrat com la glucosa no es consumeixi. L'oxalat és un anticoagulant.
- Cel - Conté una mesura de citrat. Citrat és un anticoagulant reversible, i aquests tubs s'usen per a assajos de coagulació. Ja que el citrat líquid dilueix la sang, és important que el tub s'ompli bé perquè la concentració sigui l'esperada.
- Blau fosc - Conté heparina sòdica, un anticoagulant. També pot contenir EDTA com a additiu. Aquests tubs s'utilitzen per buscar traces de metalls.
- Rosa - Similar als tubs violetes (ambdós contenen EDTA) aquests es fan servir en els bancs de sang.

### Altres
- Roig (vidre) - No conté additius. S'utilitza per a anàlisi d'anticossos i drogues.
- Groc clar - Conté sulfonat de poliestirè sòdic (SPS). Usat per a cultius d'espècimens en sang o àcid-citrat-dextrosa (ACD), usat en estudis en bancs de sang, en antígens leucocitaris humans (HLA), i en proves de paternitat.
- Color canyella (vidre o plàstic) - Conté heparina sòdica (vidre) o K  2  EDTA (plàstic). S'utilitza per detectar plom, ja que venen amb una certificació que estan lliures d'aquest metall.